# Children of the Corn V: Fields of Terror
Children of the Corn V: Fields of Terror  este un film american de groază din 1998 regizat de Ethan Wiley. Rolurile principale au fost interpretate de actorii Stacy Galina, Alexis Arquette. Este al cincilea film din seria Children of the Corn.

## Distribuție
- Stacy Galina - Allison
- Alexis Arquette - Greg
- Eva Mendes - Kir
- Adam Wylie - Ezekial
- Greg Vaughan - Tyrus
- Angela Jones - Charlotte
- Ahmet Zappa - Lazlo
- David Carradine - Luke Enright
- Olivia Burnette - Lily
- Matthew Tait - Jared
- Fred Williamson - șeriful Skaggs
- Dave Buzzotta - Jacob
- Kane Hodder - Barman

## Producție
Cheltuielile de producție s-au ridicat la 1,7 milioane $.